# Porte-des-Bonnevaux
Porte-des-Bonnevaux község Franciaország Auvergne-Rhône-Alpes régiójában, Isère megyében. Új községként 2019. január 1-jén jött létre Arzay, Commelle, Nantoin és Semons község egyesítésével. 
A korábbi községek egyesülésekor az új község lélekszáma 2023 fő lett. Lakosainak száma 2085 fő (2022. január 1.).

## Népesség
| Lakosok száma | 2015 | 2008 | 2016 | 2046 | 2071 | 2085 |
|               | 2017 | 2018 | 2019 | 2020 | 2021 | 2022 |